# Tove Styrke
Tove Anna Linnéa Östman Styrke (született 1992 november 19) Svéd énekes, dalszerző. 16 évesen tűnt fel először a svéd Idol 2009-ben, ahol a harmadik helyen végzett. A verseny befejeztével szólókarrierbe kezdett, és széles körű rajongótáborra tett szert egyedi stílusának, zenéjének és mondanivalójának köszönhetően. 2010-ben megjelent debütáló albuma Tove Styrke címmel.

## Életrajz
Styrke Umeå városban, Svédországban  született most Stockholmban él. Középső gyermek a családban, van egy fiatalabb és egy idősebb lánytestvére. Tove zenekedvelő vénát örökölt családjától, hiszen édesapja szintén zenész, Anders Östman, aki "Vindens melodi"  című slágerdalával került be a svéd köztudatba. Édesanyja balett tanárként tevékenykedett, és Tovét is tanította egy időben.

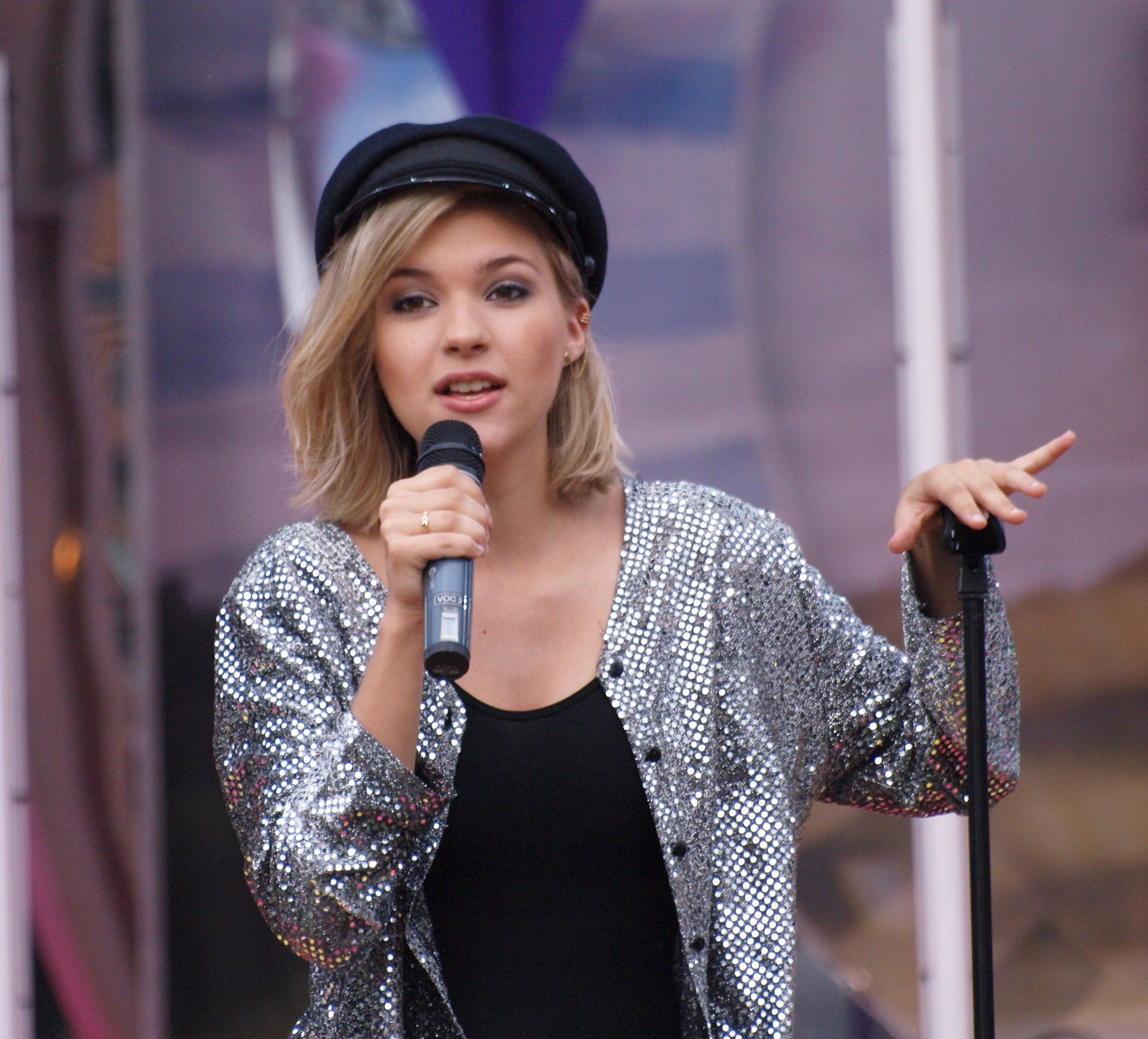
Styrke 2010-ben.

## Diszkográfia

### Stúdió albumok
| Év   | Részletel | Slágerlistán elért legjobb helyezés SWE | Jelölés            |
| ---- | --- | --------------------------------------- | ------------------ |
| 2010 | Tove Styrke - Kiadási dátum: 2010 november 12. - Kiadó: Sony Music - Formátumok: CD, Letöltés                | 10                                      | - SWE Platinalemez |
| 2015 | Kiddo - Kiadási dátum: 2015 június 8. - Kiadó: RCA Records, Sony Music - Formátumok: CD, Letöltés, Hanglemez | 14                                      |                    |

### Középlemezek
| Év   | Részletek                                                                                     |
| ---- | --------------------------------------------------------------------------------------------- |
| 2011 | High and Low - Kiadás dátuma: 2011 február - Kiadó: Sony Music - Formátumok: CD, Letöltés     |
| 2014 | Borderline - Kiadás dátuma: 2014 november 23. - Kiadó: Sony Music, RCA - Formátumok: Letöltés |

### Kislemezek

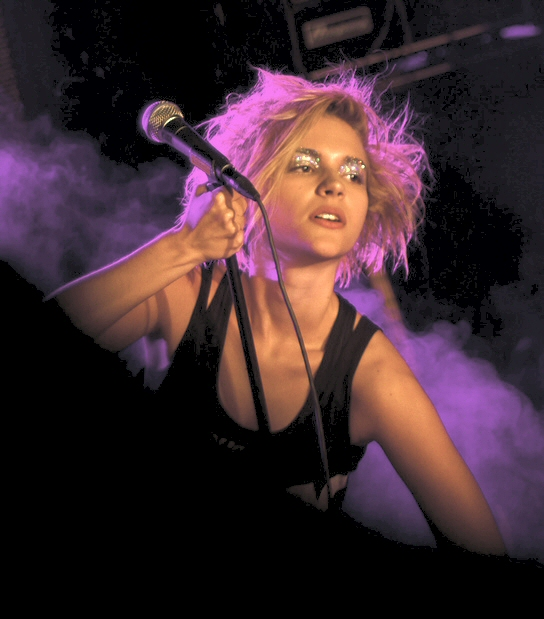
Tove Styrke live 2011

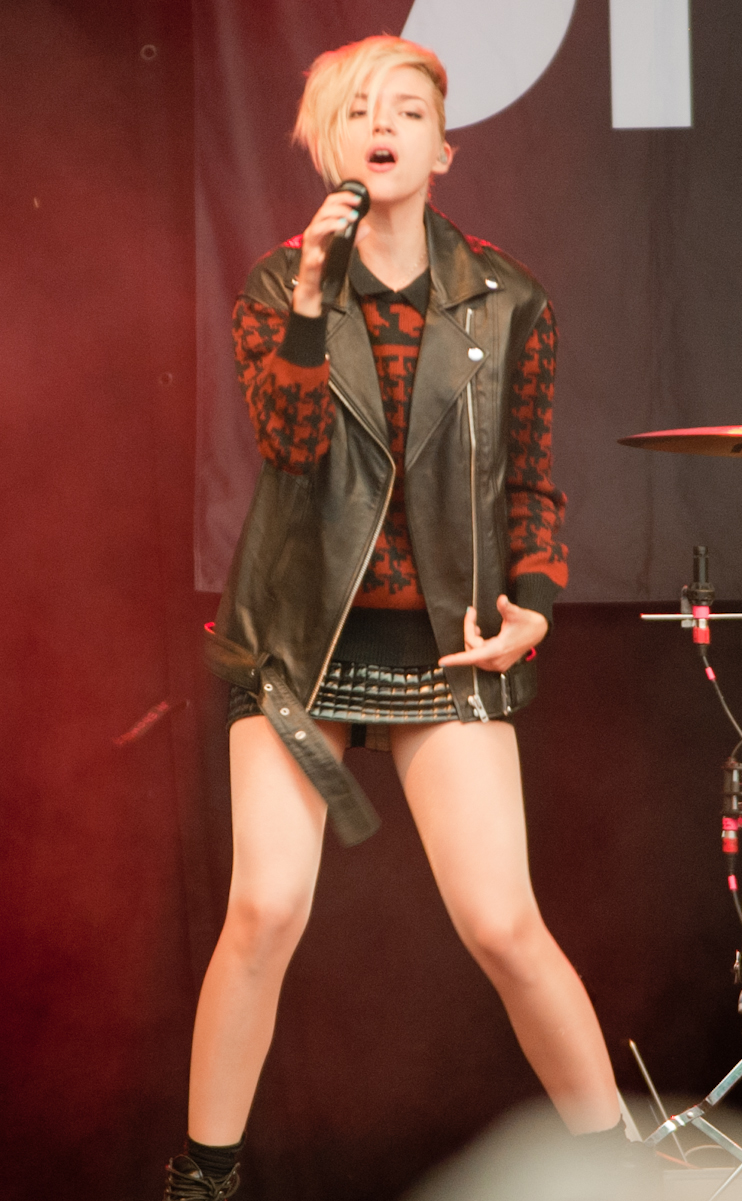
Styrke, Granny Goes Street Festival 2011

| Év   | Kislemez                                              | Slágerlistán elért legjobb helyezés | Slágerlistán elért legjobb helyezés | Jelölés | Album       |
| Év   | Kislemez                                              | SWE                                 | GER                                 | Jelölés | Album       |
| ---- | ----------------------------------------------------- | ----------------------------------- | ----------------------------------- | ------- | ----------- |
| 2010 | "Million Pieces"                                      | 18                                  |                                     |         | Tove Styrke |
| 2010 | "With Light Moment"                                   | 2                                   |                                     |         | Tove Styrke |
| 2011 | "High and Low"                                        |                                     |                                     |         | Tove Styrke |
| 2011 | "Call My Name"                                        | 28                                  | 48                                  |         | Tove Styrke |
| 2012 | "Bad Time for a Good Time"                            |                                     |                                     |         | Tove Styrke |
| 2014 | "Even If I'm Loud It Doesn't Mean I'm Talking to You" |                                     |                                     |         | Kiddo       |
| 2014 | "Borderline"                                          |                                     |                                     |         | Kiddo       |
| 2015 | "Ego"                                                 |                                     |                                     |         | Kiddo       |
| 2015 | "Number One"                                          |                                     |                                     |         | Kiddo       |
| 2015 | "...Baby One More Time"                               |                                     |                                     |         |             |

### Egyéb megjelenések
- "Hot n Cold" on Det bästa från Idol (2009)
- "Byssan Lull" (2011)
- "Ringar på vattnet" (with Kedjan) (2011)
- "Brains Out" (with Caotico) (2011)
- "Alan Walker is Heading Home" Live in Bergen, Norway (22 Dec 2016)

### Videóklipek
- "High and Low" (2011)
- "Call My Name" (2012) (two versions)
- "Ringar på vattnet" (with Kedjan) (2012)
- "Brains Out" (with Caotico) (2011)
- "Bad Time for a Good Time" feat. Gnucci Banana (2012)
- "Even If I'm Loud It Doesn't Mean I'm Talking to You" (2014)
- "Borderline" (2014)
- "Ego" (2015)
- "Number One" (2015)
- "...Baby One More Time" (2015)